# 16280 Ґрусен
16280 Ґрусен (16280 Groussin) — астероїд головного поясу, відкритий 1 червня 2000 року.
Тіссеранів параметр щодо Юпітера — 3,617.